# 费氏碘泡虫
费氏碘泡虫（学名：Myxobolus pfeifferi）为碘泡科碘泡虫属的动物。分布于捷克、意大利、俄罗斯、法国、印度以及辽宁、湖北、北京等，营寄生生活，寄生在鳃（虾虎、赤眼鳟）、后肠（乌鳢）、肾（鲤）。